# George Batchelor
George Keith Batchelor (ur. 8 marca 1920 w Melbourne, zm. 30 marca 2000 w Cambridge) – australijski i brytyjski naukowiec, specjalista w dziedzinie mechaniki płynów.

## Życiorys
Ukończył studia na Uniwersytecie w Melbourne w roku 1940. W czasie II wojny światowej pracował w Australian Aeronautical Research Laboratory, gdzie zainteresował się dynamiką płynów. W 1945 przeniósł się na Uniwersytet w Cambridge, gdzie uzyskał doktorat i w roku 1959 został zatrudniony jako kierownik Department of Applied Mathematics and Theoretical Physics. W 1964 został profesorem matematyki stosowanej tegoż uniwersytetu, od 1983/84 był profesorem emerytowanym. 
W 1974 został członkiem PAN, był również członkiem Francuskiej Akademii Nauk, Australijskiej Akademii Nauk i innych. Brał udział w organizowaniu Międzynarodowej Konferencji Mechaniki Płynów w Polsce, wniósł wielki wkład w wykształcenie polskich naukowców w tej dziedzinie. Był autorem prac dotyczących jednorodnej turbulencji – monografii Theory of Homogeneous Turbulence (1953), An Introduction to Fluid Dynamics (1967).